# 올팩토필리아
올팩토필리아(Olfactophilia)는 인간의 몸, 특히 성적 영역에서 나오는 냄새에 대한 성도착증이다. 지그문트 프로이트는 냄새로 인한 쾌락과 관련하여 osphresiolagnia라는 용어를 사용하였다.

## 같이 보기
- 체취
- 성도착 목록